# Каріба Гейн
Каріба Сесілія Еліза Гейн (англ. Cariba Cecilie Elize Heine, 1 жовтня 1988 , Йоганнесбург) — австралійська актриса та танцівниця, яка народилася в Південній Африці. Вона відома своїми ролями Ріккі Чадвік у шоу «Мережа десять» H2O: Просто додай води, Бріджит Санчес у третій серії серіалу «Блакитна вода» та Керолайн Берн у «Модель дочки: вбивство Керолайн Бірн».

## Біографія
Гейн народилася в Йоганнесбурзі у південноафриканських батьків Мішель, колишньої танцівниці, та Кевіна Гейна. Вона переїхала до Австралії у віці трьох років із батьками та старшим братом Кайлом (1985 р. н.).

## Кар'єра

### Танцювальна майстерність
З дитинства Еліза навчалась джазових танців, чечітки, класичного балету, акробатики та художньої гімнастики, а також вивчення акторської майстерності та співу у Національній столичній акторській школі. Вона займалась в танцювальній школі своєї матері в Канберрі, де пізніше відвідувала паркову школу Телопея та коледж Сент-Клер. Вона була наймолодшою танцівницею, яка виступила на Конвенції зірок у Сіднеї, Австралія. Її навчали на домашньому курсі, щоб зосередитись на своїй танцювальній кар'єрі. Каріба брала участь у багатьох сценічних постановках, включаючи гастролі в США, де вона взяла участь у кліпі на пісню Вільяма Янга «Leave Right Now». Після серйозної травми тазостегнового суглоба менеджер дівчини запропонував їй тимчасово зайнятися акторською діяльностю.

### Акторський досвід
Каріба розпочала свою акторську кар'єру в 2006 році, взявши участь у телевізійному серіалі «H2O: Просто додай воду», де вона зіграла Ріккі Чадвік, одну з головних ролей. Далі дівчина зіграла Керолайн Бірн у телевізійному фільмі «Модель дочки: вбивство Керолайн Бірн», який транслювався в мережі «Ten Ten» в Австралії 4 листопада 2009 року. 
У 2011 році вона приєдналася до акторського складу інді-фільму «Владар ворон», хоча все ж таки грошові кошти не вдалося отримати. 
У 2012 році вона знялася в ролі Гізер у фільмі «Наживка 3D» та Делвен Делані в біографічному телесеріалі 9 каналу «Хаузат! Війна Керрі Пекера». У 2016 році Хейн повторила свою роль Ріккі Чадвік у двох останніх епізодах третьої серії «Мако: Острів таємниць», та «H2O: Просто додай води». Того ж року Каріба зіграла головну роль у короткометражному фільмі «Як я потрапив у цю сферу», прем'єра якого відбулася на Незалежному кінофестивалі в Массачусетсі.

## Особисте життя
24 червня 2024 року Гейн вийшла заміж за свого бойфренда Метта Понґрасса. 20 грудня 2024 року Гейн оголосила, що чекає первістка.